# 石田文樹
石田 文樹（いしだ ふみき、1966年〈昭和41年〉8月22日 - 2008年〈平成20年〉7月15日）は、茨城県出身のプロ野球選手（投手）。
1994年から1998年までの登録名は「石田 大也」（読み方は「いしだ ともや」）。血液型はA型。

## 経歴
1966年（昭和41年）8月22日、茨城県新治郡新治村（現在の土浦市）で生まれる。小学3年の時に投手として野球を始める。それ以来、投手一筋でやってきた。
取手第二高では当時の監督であった木内幸男の指導の下、1年秋からエース投手になる。高校同期のチームメイトに捕手の吉田剛（のち遊撃手）がいた。甲子園に通算3回出場した。2年生の時の1983年春の第55回選抜では1回戦で泉州高に敗退した。翌1984年春の第56回選抜ではエース、4番打者として連続出場し、準々決勝に進出するが岩倉高に敗退した。同年夏の第66回全国選手権では順調に勝ち進み、決勝でKKコンビ（清原和博と桑田真澄）を擁するPL学園を破り、優勝を飾った。同年秋の奈良わかくさ国体でも、決勝でPL学園を降し優勝した。
高校卒業後は、早稲田大学にスポーツ推薦で進学するが半年で中退し、社会人野球の日本石油に入社した。都市対抗野球大会には1987年から補強選手を含めて2年連続で登板した。1988年、第43回東京スポニチ大会にエースとして優勝に導き、最高殊勲選手に選出される。
1988年のプロ野球ドラフト会議で横浜大洋ホエールズから5位指名を受けて入団した。背番号は「13」に決まった。
大洋では一軍でも二軍でも主に中継ぎ投手としての起用が多かった。1989年は8月29日の対中日ドラゴンズ戦で一軍での初登板を果たし、9月9日の対阪神タイガース戦で一軍での初勝利を挙げた。1990年は主に中継ぎとして17試合に登板し、防御率2.86と結果を残すが、その後は登板機会が減少した。
チームの名前が「横浜ベイスターズ」になってからは背番号を「52」に変更した。二軍で中継ぎ投手として起用されていた。1994年には登録名を本名の「石田文樹」から「石田大也」に変更したが、同年限りで現役を引退した。その後も打撃投手として横浜に残る。背番号は「88」。1999年には登録名を再び本名の「石田文樹」に戻した。
2008年7月15日午後1時40分、直腸癌のため、神奈川県横浜市保土ヶ谷区内の病院で死去。41歳没。死去当日の対広島東洋カープ戦で関係者は喪章を着けた。7月17日に通夜、翌18日に告別式が営まれた。吉田、大久保博元、KKコンビなどの石田の個人的な関係者をはじめ、横浜からは当時の監督であった大矢明彦ら多くの球団関係者が通夜と告別式に参列した。弔辞は大洋同期入団の石井琢朗が読み上げた。

## 詳細情報

### 年度別投手成績
| 年 度     | 球 団     | 登 板 | 先 発 | 完 投 | 完 封 | 無 四 球 | 勝 利 | 敗 戦 | セ 丨 ブ | ホ 丨 ル ド | 勝 率 | 打 者 | 投 球 回 | 被 安 打 | 被 本 塁 打 | 与 四 球 | 敬 遠 | 与 死 球 | 奪 三 振 | 暴 投 | ボ 丨 ク | 失 点 | 自 責 点 | 防 御 率 | W H I P |
| --------- | --------- | ----- | ----- | ----- | ----- | -------- | ----- | ----- | -------- | ----------- | ----- | ----- | -------- | -------- | ----------- | -------- | ----- | -------- | -------- | ----- | -------- | ----- | -------- | -------- | ------- |
| 1989      | 大洋      | 4     | 0     | 0     | 0     | 0        | 1     | 0     | 0        | --          | 1.000 | 26    | 6.2      | 5        | 1           | 3        | 0     | 1        | 3        | 0     | 0        | 5     | 5        | 6.75     | 1.20    |
| 1990      | 大洋      | 17    | 0     | 0     | 0     | 0        | 0     | 0     | 0        | --          | ----  | 95    | 22.0     | 21       | 3           | 8        | 2     | 1        | 17       | 0     | 0        | 8     | 7        | 2.86     | 1.32    |
| 1991      | 大洋      | 4     | 0     | 0     | 0     | 0        | 0     | 0     | 0        | --          | ----  | 22    | 4.2      | 4        | 2           | 4        | 0     | 1        | 2        | 0     | 0        | 5     | 5        | 9.64     | 1.71    |
| 通算：3年 | 通算：3年 | 25    | 0     | 0     | 0     | 0        | 1     | 0     | 0        | --          | 1.000 | 143   | 33.1     | 30       | 6           | 15       | 2     | 3        | 22       | 0     | 0        | 18    | 17       | 4.59     | 1.35    |

### 記録
- 初登板：1989年8月29日、対中日ドラゴンズ22回戦（ナゴヤ球場）、7回裏から3番手で救援登板・完了、2回3失点
- 初勝利：1989年9月9日、対阪神タイガース20回戦（阪神甲子園球場）、8回裏から2番手で救援登板・完了、2回無失点

### 背番号
- 13 （1989年 - 1992年）
- 52 （1993年 - 1994年）
- 88 （1995年 - 2008年）

### 登録名
- 石田 文樹 （いしだ ふみき、1988年 - 1993年、1999年 - 2008年）
- 石田 大也 （いしだ ともや、1994年 - 1998年）